# Mariano Roque Alonso (Paraguay)
Mariano Roque Alonso è una città del Paraguay, situata nel dipartimento Central, a 15 km dalla capitale del paese Asunción.

## Popolazione
Al censimento del 2002 Mariano Roque Alonso contava una popolazione urbana di 65.229 abitanti. Il distretto è privo di zona rurale.

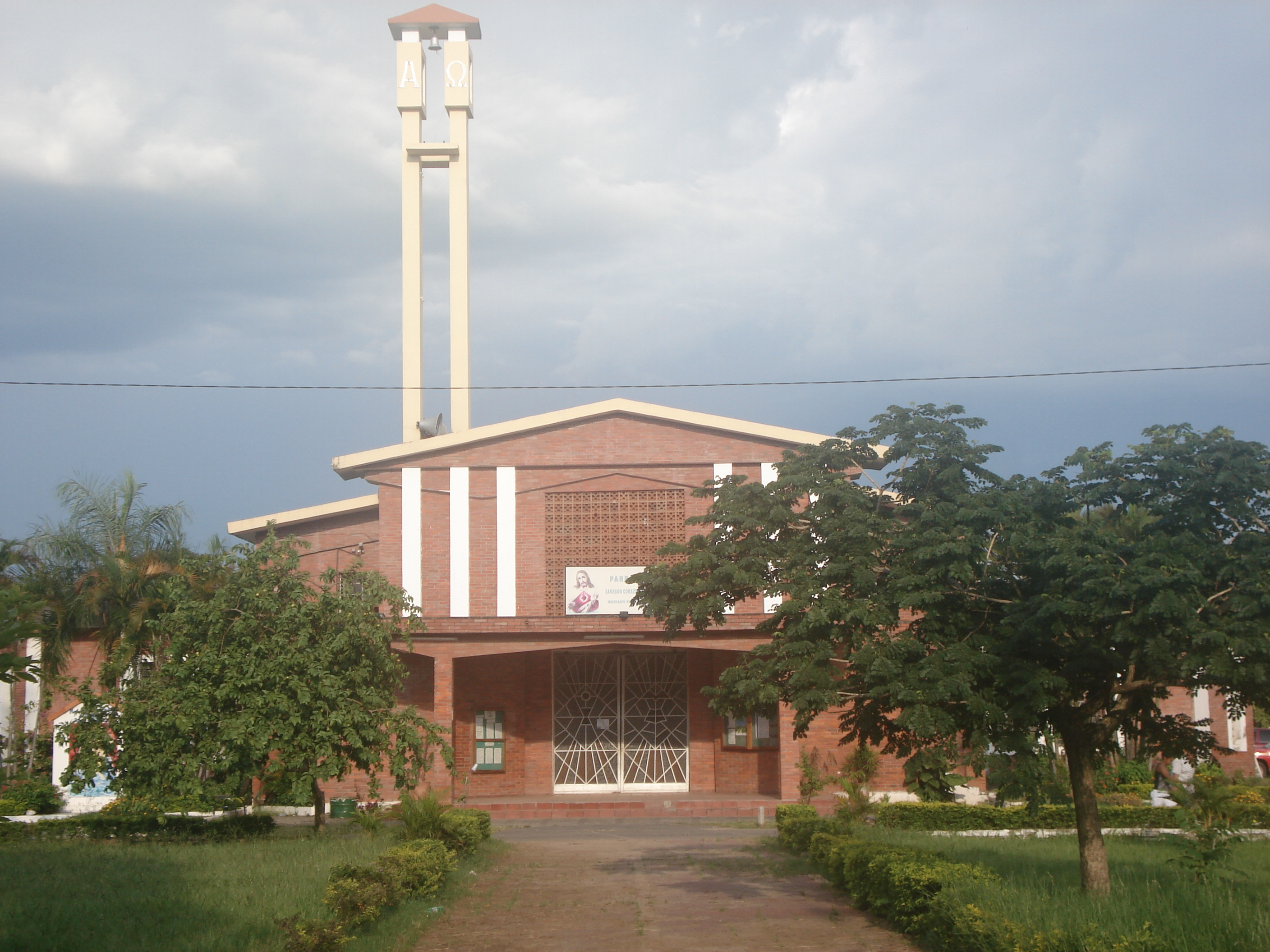
Chiesa del Sacro Cuore di Gesù

## Storia
Chiamata in passato Curumba Cué, la città fu separata dal distretto di Limpio il 30 agosto 1945, prendendo il nome del politico paraguaiano del XIX secolo Mariano Roque Alonso

## Economia
Le principali attività economiche della città sono il commercio e l'industria. Rilevante anche la pesca commerciale nel fiume Paraguay.